# Хуанг Сок-йонг
В това корейско име фамилията Хуанг стои пред личното име.
Хуанг Сок-йонг (на корейски: 황석영Хангъл, 黃晳暎Ханча, Hwang Sok-yong) е виден южнокорейски белетрист и документалист. Войната, мизерията, чувствителният въпрос за разцеплението на страната са основни теми в творчеството му, отразяващи страданията, през които преминава неговият народ.

## Биография и творчество
Хуанг Сок-йонг е роден на 4 януари 1943 г.в Синкин (сега Чанчун), Манджоу-Го (Манджурия, сега Китай) през периода на японско управление. Семейството му се завръща в Корея след освобождението през 1945 г. Той е запален читател на широк спектър от литературата и мечтае да бъде писател. Получава бакалавърска степен по философия от университета Донгук в Сеул.
През 1964 г. е хвърлен в затвора по политически причини, където се среща с активисти на работническото движение. След освобождаването си работи в цигарена фабрика и на няколко строителни обекта в страната.
В периода 1966 – 1969 г. участва в морската пехота на Република Корея по време на войната във Виетнам, в която вижда американската кауза като атака срещу освободителна борба. Той отговаря за „почистването“, заличаването на доказателствата за избиване на цивилни лица и погребването на труповете, гризани от плъхове и бръмчащи от мухи. Въз основа на тези преживявания пише през 1970 г. разказа „Пагодата“, който печели новогодишната награда на вестник „Chosun Ilbo“, и е начало на литературната му кариера.
Първият му роман „Хрониките на Хан“ е издаден през 1970 г. Той представя историята на семейство, разделено от Корейската война, и чрез него цялата най-нова история на двете Кореи.
През 1973 г. е публикуван сборникът му с разкази „Пътят към Сампо“. Става известен със своя епос „Чанг Гилсан“, който е сериализиран във всекидневник в периода 1974 – 1984 г. В историята използва притчата за бандит от древни времена (за да избегне цензурата), като прави аналогия със съвременната диктатура. Сагата има огромен успех както в Южна, така и в Северна Корея, и продължава да е бестселър в корейската художествена литература.
Той преминава от политически ангажиран писател, почитан от студенти и интелектуалци, до пряко участие в борбата срещу диктатурата на Пак Чжон Хи, като участва през 1980 г. във въстанието в Куанджу, пише пиеси за театъра, дори създава тайна радиостанция, наречена „Гласът на свободния Кванджу“.
През 1985 г. е издадена книгата му „Сянката на оръжието“, която е базирана на горчивия му опит от войната във Виетнам. Макар и издадена под псевдоним, той е разкрит като автор, и заедно с издателя ѝ е изпратен в затвора.
През 1989 г. той пътува до Пхенян в Северна Корея, през Токио и Пекин, като представител на зараждащото се демократично движение и се среща с Ким Ир Сен, с което нарушава Закона за националната сигурност на Южна Корея. Оттам заминава със съпругата и синът си за доброволно изгнание в Западна Германия, а през 1991 г. се установява в Ню Йорк, изнасяйки лекции в университета на Лонг Айлънд.
Завръща се в Сеул през 1993 г., защото „писателят трябва да живее в страната на майчиния си език“ и незабавно е осъден на седем години затвор за нарушаване на националната сигурност. Докато е в затвора, той провежда осемнадесет гладни стачки срещу ограничения като забрана на писалки и неадекватно хранене. Със съдействието на различни правозащинти организации е амнистиран от новоизбрания президент Ким Де Чун през 1998 г.
Романът му „Старата градина“ е издаден през 2000 г. Той е любовна драма на фона на най-новата корейска история, включително въстанието в Кванджу. Екранизиран е в едноименния филм през 2006 г.
В романа си „Гостът“ от 2001 г. засяга темата за клането в Северна Корея, погрешно приписвано на американците, което всъщност е било извършено от корейци християни. В историята корейски протестантски пастор, емигрирал в САЩ, търси невъзможно помирение в Северна Корея с убитите от брат му комунистически сънародници. Заглавието „Гостът“ е евфемизъм за едра шарка или нежелан посетител, който носи смърт и унищожение, каквито са социализма и протестантството. Книгата получава престижната южнокорейска литературната награда „Даесан“.
Романът му „Пътят на лотоса“ от 2003 г. разказва историята на младо момиче, продадено от баща си на 15-годишна възраст, и началото на пътуването ѝ на млада проститутка в края на XIX век. През 2004 г. писателят е удостоен с наградата „Манхе“ за постижения в литературата.
През 2007 г. е издаден романът му „Принцеса Бари“. Той е трогателна история за севернокорейското единайсетгодишно момиче Бари („Бари“ значи „изоставена“), седмото в семейството си, което поема по пътя на изгнанието с други бежанци и се установява в Лондон. Имайки ясновидска дарба и работейки като масажистка, тя прониква в миналото и настоящето на своите клиенти, облекчавайки болките и страховете им.
Хуанг Сок-йонг е носител на множество литературни награди.

## Произведения

### Самостоятелни романи
- 한씨 연대기 (1970)
- 무기 의 그늘 (1985)
- 오래된 정원 (2000)
- 손님 (2001)
- 심청 연꽃 의 길 (2003)
Пътят на лотоса, изд.: ИК „Колибри“, София (2012), прев. Галина Меламед
- 바리데기 (2007)
Принцеса Бари, изд.: ИК „Колибри“, София (2015), прев. Георги Ангелов и Румяна Маркова
- 개밥 바라기 별 (2008)
- 낯 익은 세상 (2011)
- 해질 무렵 (2015)

### Серия „Чанг Гилсан / Романс за трите кралства“ (장길산)
- 몰개월의 새 (1974 – 1984)

### Сборници
- 객지 (1970)
- 삼포 가는 길 (1973)
- 몰개월의 새 ()

### Документалистика
- 아우를 위하여 (1972)
- 가자 북으로 오라 남으로 (2000)
- 황석영의 맛과 추억 (2001)
- 수인 (2017)

### Екранизации
- 1981 Nanjeongiga soaolrin jakeun kong